# Danny Ávila
Daniel Ávila Rosón, conegut sota el nom artístic de Danny Avila (Marbella, Espanya, 1 d'abril de 1995) és un DJ i productor espanyol.

## Trajectòria
La seva primera sessió va ser l'any 2010 a la discoteca "Dreamers" de Marbella, en sessió light (menors d'edat). Dos anys més tard es muda a Madrid on debuta a la discoteca "Kapital" devant un públic de més de mil persones.
Debuta a l'escenari principal de l'Ultra Music Festival de Miami el març del 2013 amb 17 anys. Va ser contractat per MGM de las Vegas per tenir la residència més jove a la història del club Hakkasan Nightclub, actualment, el desè millor club del món segons DJMag, juntament amb Steve Aoki, Laidback Luke, DeadMau5, Tommmy Trash, Tiësto o Calvin Harris.
El canal MTV i la revista Billboard el van mencionar com el "One To Watch" com l'artista revelació.
Danny Avila va ser consagrat l'any 2013 com un gran ambaixador de la música electrònica espanyola. El seu nom figura constantment en el més alt de les llistes d'èxits de Beatport amb temes com "Breaking Your Fall", "Voltage", "Tronco", "BOOM!", "Rasta Funk" o "BRAH!".
L'any 2019 va ser l'any amb més activitat per part d'Avila, amb onze cançons publicades i la fundació de NUMB3R5, el seu propi segell discogràfic. L'any 2020 segueix aquest ritme de publicacions amb cançons tretes sota impremtes com HEXAGON, AFTR:HRS o Kotnor Records.

## Rànquing DJ Mag Top 100[7]
| ANY  | POS. |
| ---- | ---- |
| 2015 | 60   |
| 2016 | -    |
| 2017 | 52   |
| 2018 | 38   |
| 2019 | 41   |

## Discografia
| TÍTOL                | ARTISTA                                   | ANY  | DISCOGRÀFICA                      |
| -------------------- | ----------------------------------------- | ---- | --------------------------------- |
| Breaking Your Fall   | Danny Avila                               | 2012 | Big Beat Records                  |
| Voltage              | Danny Avila                               | 2013 | Spinnin' Records                  |
| Tronco               | Danny Avila                               | 2013 | Musical Freedom Records           |
| Rasta Funk           | Danny Avila                               | 2013 | Spinnin' Records                  |
| Poseidon             | Danny Avila                               | 2013 | Musical Freedom Records           |
| Rock The Place       | twoloud, Danny Avila                      | 2014 | Musical Freedom Records           |
| BOOM                 | Danny Avila, Merzo                        | 2014 | Dim Mak Records                   |
| Plastik              | Danny Avila                               | 2015 | PlayBox Music                     |
| Close Your Eyes      | Danny Avila                               | 2015 | PlayBox Music                     |
| C.H.E.C.K.           | Danny Avila                               | 2015 | PlayBox Music                     |
| Cream                | Tujamo, Danny Avila                       | 2015 | Spinnin' Records                  |
| High                 | Danny Avila                               | 2016 | Ultra Records                     |
| LOCO                 | NERVO, Danny Avila, Reverie               | 2017 | Spinnin' Records                  |
| Too Good to Be True  | Danny Avila, The Vamps, Machine Gun Kelly | 2018 | B1 Recordings                     |
| BRAH                 | Danny Avila                               | 2018 | Spinnin' Records                  |
| Dreams               | Danny Avila                               | 2018 | Paper Rocket Music                |
| End Of The Night     | Danny Avila                               | 2018 | B1 Recordings                     |
| Fat Beat             | Will Sparks, Danny Avila                  | 2019 | Spinnin' Records                  |
| Thinking About You   | Danny Avila                               | 2019 | NUMB3R5                           |
| Keep It Goin'        | Deorro, Danny Avila                       | 2019 | Ultra Records                     |
| Save You (No Advice) | Danny Avila, Famous Dex, XNilo            | 2019 | B1 Recordings                     |
| Good Times           | Danny Avila                               | 2019 | Musical Freedom                   |
| LaLa                 | Danny Avila                               | 2019 | Smash The House                   |
| Bass Down Low        | Danny Avila                               | 2019 | NUMB3R5                           |
| Hard To Love         | Danny Avila                               | 2019 | B1 Recordings                     |
| Chase The Sun        | Danny Avila                               | 2019 | SPRS                              |
| Fast Forward         | Danny Avila                               | 2019 | Smash The House                   |
| HUMAN                | Danny Avila                               | 2019 | B1 Recordings                     |
| Beautiful Girls      | Danny Avila                               | 2020 | Kontor Records Paper Rocket Music |
| Run Wild             | Danny Avila                               | 2020 | AFTR:HRS                          |
| Remedy               | Danny Avila                               | 2020 | HEXAGON                           |
| My Love              | Danny Avila                               | 2020 | HEXAGON                           |
| The Unknown          | Danny Avila                               | 2020 | HEXAGON                           |
| Bleeding Love        | Danny Avila, Ekko City                    | 2020 | Central Station Records           |
| Pushin               | Danny Avila                               | 2020 | Musical Freedom                   |
| My Blood             | Danny Avila                               | 2020 | Spinnin' Records                  |

### Remescles
- 2011: Germán Brigante – "Tiki Taka" (DJ Mind & Danny Ávila Remix)
- 2012: M.A.N.D.Y. & Booka Shade – "Body Language" (Danny Ávila Bootleg)
- 2013: Krewella – "Live for the Night" (Deniz Koyu & Danny Ávila Remix)
- 2015: Skyler Grey ft. Eminem – "C'mon Let Me Ride" (Mikael Weermets & Danny Ávila's Trapstep Remix)
- 2016: MNEK, Zara Larsson - "Never Forget You" (Danny Avila Remix)
- 2017: Tiësto feat. Bright Sparks- On My Way (Danny Avila Remix)
- 2017: Gavin James - "I Don´t Know Why" (Danny Avila Remix)